# Agrotis lata
Agrotis lata là một loài bướm đêm trong họ Noctuidae.